# Tortula magellanica
Tortula magellanica là một loài Rêu trong họ Pottiaceae. Loài này được Mont. miêu tả khoa học đầu tiên năm 1850.